# Cleroïdeus
Els cleroïdeus (Cleroidea) són una superfamília de coleòpters de l'infraordre Cucujiformia. Es caracteritzen per tenir els èlitres tous que recobreixen completament l'abdomen i sovint coloracions vistoses. Presenten 5 segments tarsals a cada pota, tot i que el quart a vegades està cobert pel tercer.
El cleroïdeus inclouen al voltant de 10.000 espècies, distribuïdes majoritàriament entre les famílies Cleridae i Melyridae, seguides pels Trogossitidae.

## Taxonomia
La superfamília dels cleroïdeus agrupa les següents famílies i subfamílies:
- Família Phloiophilidae Kiesenwetter, 1863
- Família Trogossitidae Latreille, 1802
  - Subfamília Peltinae Latreille, 1806
  - Subfamília Trogossitinae Latreille, 1802
- Família Chaetosomatidae Crowson, 1952
- Família Metaxinidae Kolibáč, 2004
- Família Thanerocleridae Chapin, 1924
  - Subfamília Zenodosinae Kolibáč, 1992
  - Subfamília Thaneroclerinae Chapin, 1924
- Família Cleridae Latreille, 1802
  - Subfamília Tillinae Fischer von Waldheim, 1813
  - Subfamília Hydnocerinae Spinola, 1844
  - Subfamília Clerinae Latreille, 1802
  - Subfamília Korynetinae Laporte, 1836
- Família Acanthocnemidae Crowson, 1964
- Família Phycosecidae Crowson, 1952
- Família Prionoceridae Lacordaire, 1857
- Família Mauroniscidae Majer, 1995
- Família Melyridae Leach, 1815
  - Subfamília Rhadalinae LeConte, 1861
  - Subfamília Melyrinae Leach, 1815
  - Subfamília Dasytinae Laporte, 1840
  - Subfamília Malachiinae Fleming, 1821